# Murielle Ahouré-Demps
Murielle Ahouré, född 23 augusti 1987, är en ivoriansk friidrottare som tävlar på 60 meter, 100 meter och 200 meter. 
Hon slog igenom på Inomhusvärldsmästerskapen i friidrott 2012 i Istanbul på 60 meter där tog hon silver. Vid samma år blev hon sexa och sjua på 100 meter och 200 meter på OS i London.
Ahouré blev dubbel silvermedaljör vid världsmästerskapen i friidrott 2013, då hon kom tvåa både på 100 meter och 200 meter. Vid inomhusvärldsmästerskapen i friidrott 2014 blev hon tvåa på 60 meter. Murielle Ahouré tog guld på 200 meter och silver på 100 meter på afrikanska mästerskapen i friidrott 2014 i Marrakech.
Vid olympiska sommarspelen 2020 i Tokyo tävlade Ahouré på 100 meter. Hon kvalificerade sig för semifinal genom att sluta trea i sitt försöksheat med tiden 11,16, vilket även var hennes säsongsbästa. I sin semifinal slutade Ahouré på sjunde plats och blev utslagen.
Hennes personbästa på 60 meter är 6,97, vilket är afrikanskt rekord och hon placerar sig sexa genom alla tider på distansen.